# HD 188753
HD 188753 es un sistema estelar triple situado a unos 151 años luz del sistema solar en la constelación del Cisne. El sistema también es conocido como ADS 13125 y WDS 19550+4152. De magnitud aparente +7,43, es muy tenue para ser observado a simple vista pero puede verse con un pequeño telescopio. Su duplicidad visual fue descubierta en 1895 por George Washington Hough.
Aunque en 2005 se anunció el descubrimiento de un planeta extrasolar alrededor de la componente principal del sistema, posteriores estudios han cuestionado su existencia.

## Sistema estelar

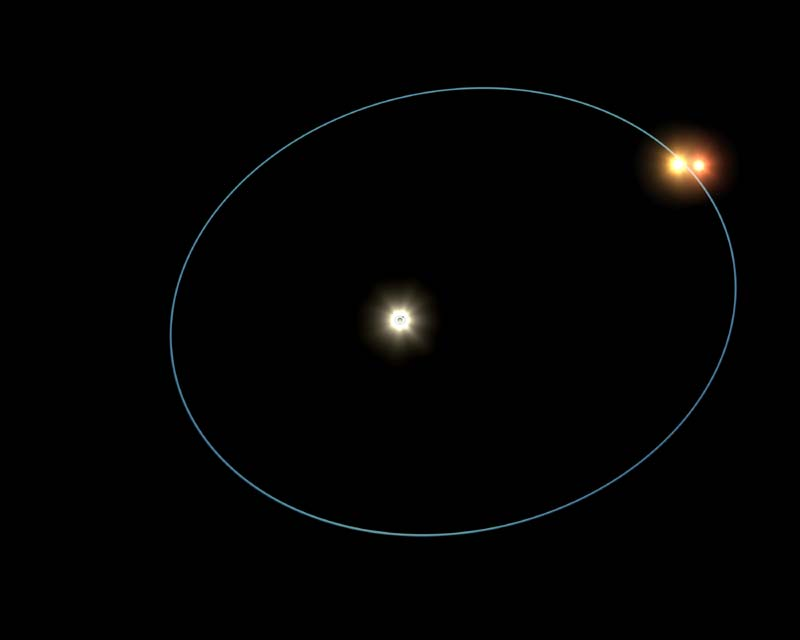
Impresión artística de las órbitas del sistema.

La estrella principal del sistema, HD 188753 A, es una enana amarilla de tipo espectral G8V. Tiene 1,06 masas solares y una temperatura superficial de 5750 K. Alrededor de ella, a una distancia media de 12,3 UA, se encuentran dos estrellas muy próximas entre sí con una masa conjunta de 1,63 masas solares. Completan una vuelta en torno a la enana amarilla cada 25,7 años en una órbita notablemente excéntrica (ε = 0,50).
La estrella secundaria, HD 188753 BA, es una enana naranja de tipo K0V cuya masa equivale al 69 % de la masa solar.
Su compañera estelar, HD 188753 BB, es una enana roja de tipo M. Separadas entre sí tan solo 0,66 UA, tienen un período orbital de 156 días.
La inclinación del plano orbital del subsistema Ba-Bb es casi igual a la inclinación del plano orbital A-BaBb, por lo que el conjunto del sistema tiene prácticamente una configuración coplanar.
Con una edad estimada de 5600 millones de años, el sistema es algo más antiguo que el Sol.

## Posible sistema planetario

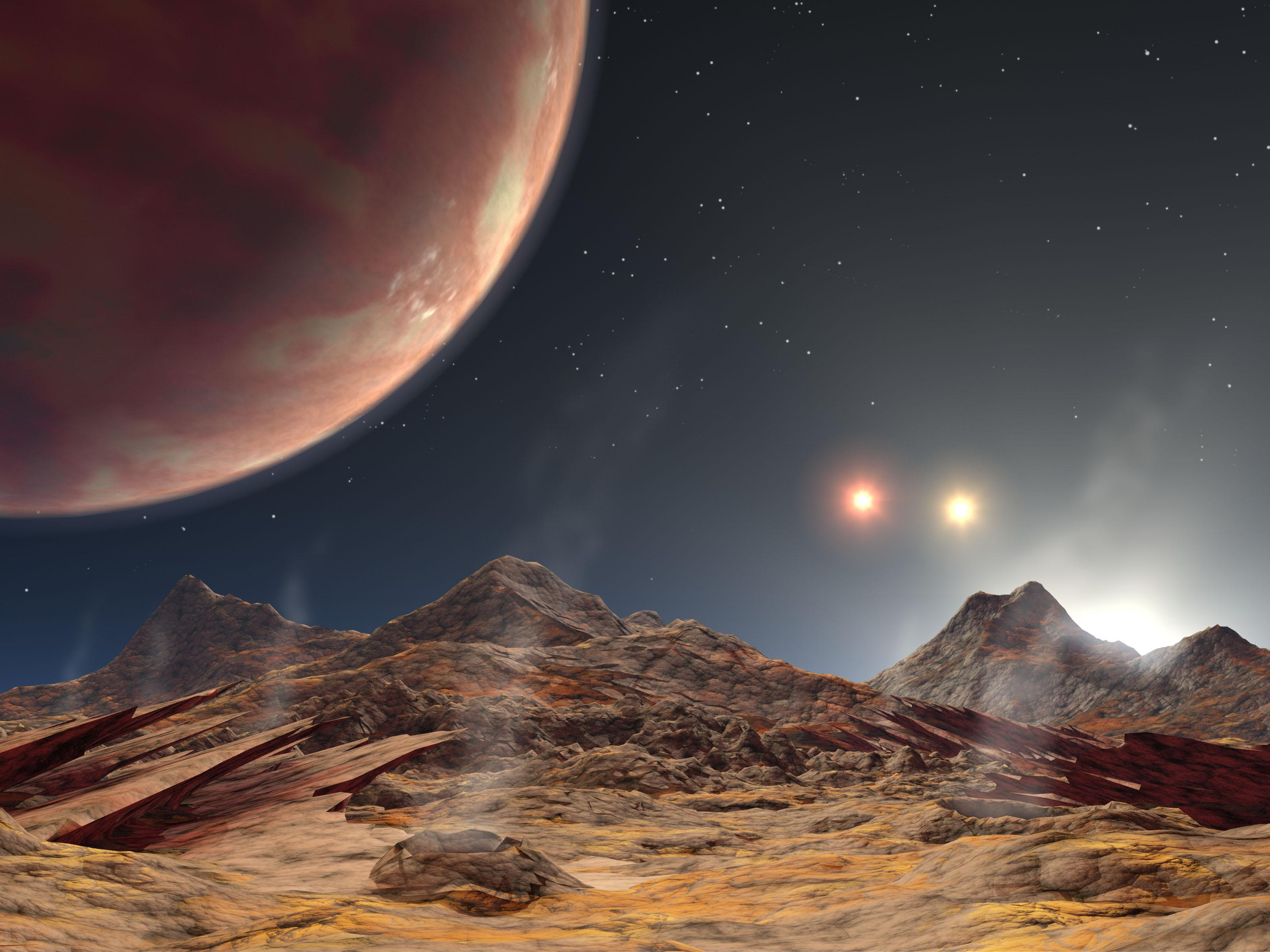
Triple puesta de sol en HD 188753 Ab. (NASA/JPL-Caltech).

El posible planeta, denominado HD 188753 Ab, fue descubierto en 2005 por el astrónomo polaco Maciej Konacki, del Instituto de Tecnología de California, usando el telescopio Keck I en la cima del monte Mauna Kea en Hawái.
Sin embargo, posteriores estudios llevados a cabo con el espectrógrafo ELODIE han cuestionado su existencia.
El planeta orbitaría en torno a la estrella principal cada 3,35 días (80,3 horas) a una distancia media de 0,045 UA —una vigésima parte de la distancia entre la Tierra y el Sol—, siendo del tipo «júpiter caliente». Su masa mínima sería un 14 % mayor que la masa de Júpiter. Si se confirma su existencia, sería el primer sistema estelar triple que alberga un planeta.
Los sistemas estelares múltiples no suelen incluirse en la búsqueda de exoplanetas, ya que hasta ahora no existían pruebas de que pudieran formarse en este tipo de sistemas.
Este tipo de planetas en sistemas de varios soles han sido denominados «planetas Tatooine», por su similitud con el planeta Tatooine de la saga de Star Wars.
| Acompañante (En orden desde la estrella) | Masa (MJ)    | Período orbital (días) | Semieje mayor (UA) | Excentricidad |
| ---------------------------------------- | ------------ | ---------------------- | ------------------ | ------------- |
| HD 188753 Ab                             | > 1,14 ± 0,1 | 3,3481 ± 0,0009        | 0,0446 ± 0,001     | 0,00          |